# Hans Flohr (Mediziner)

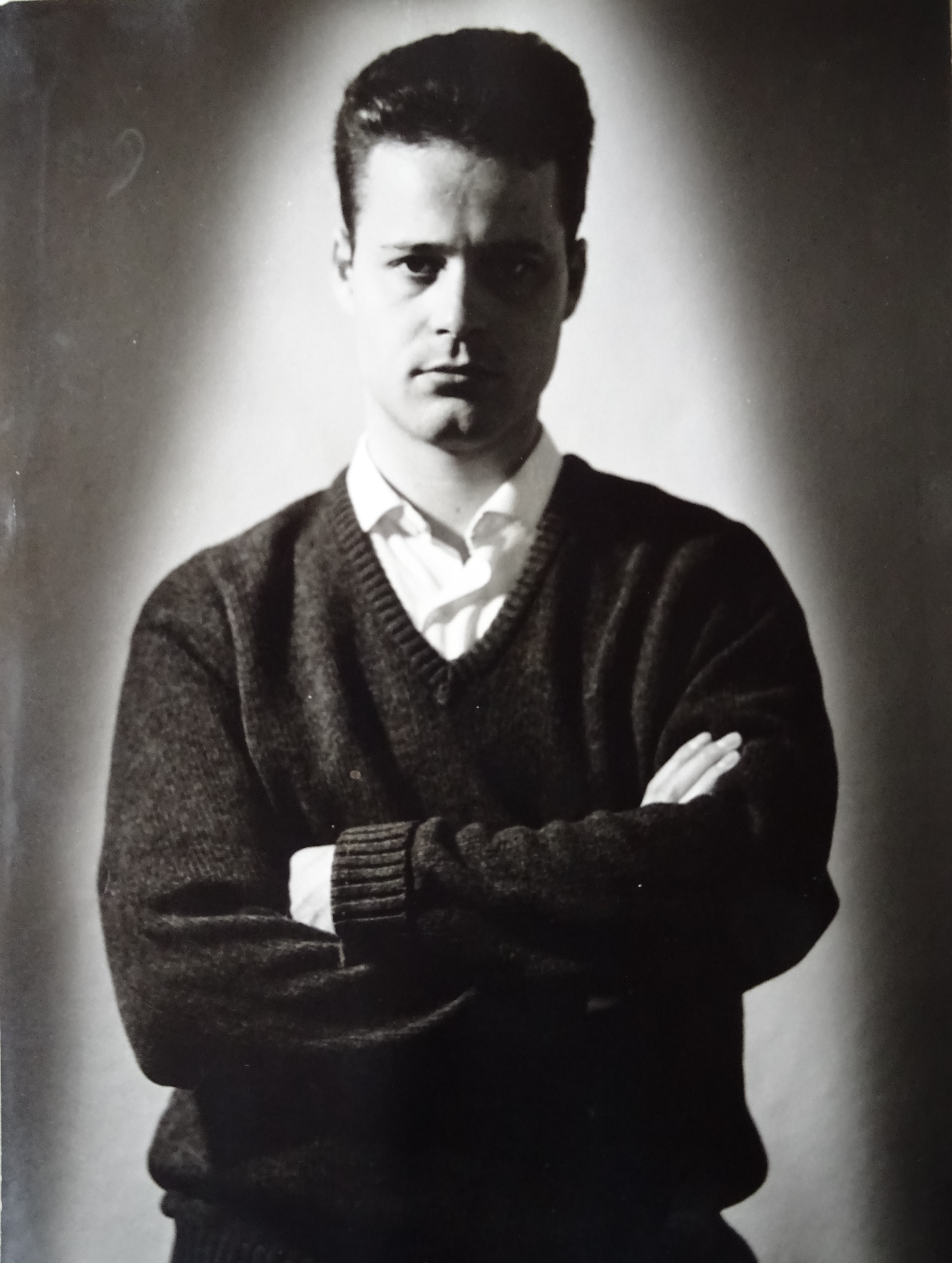
Hans Flohr

Hans Werner Flohr (* 22. Februar 1936 in Bonn) ist ein deutscher Mediziner, Professor für Neurobiologie und ehemaliger Professor für Physiologie. Er wurde vor allem durch seine Theorie des Bewusstseins und eine darauf basierende Anästhesietheorie bekannt.

## Biographie
Flohr studierte Medizin und Psychologie, machte sein Staatsexamen 1962 und promovierte 1964 (Über lipidhaltige Proteide des Liquor cerebrospinalis). 1969 habilitierte er sich für das Fach Physiologie. 1971 wurde Flohr Professor für Physiologie an der Universität Bonn, seit 1975 ist er Professor für Neurobiologie an der Universität Bremen. Er war 1989/90 Fellow am Zentrum für interdisziplinäre Forschung, Bielefeld und Mitglied der Forschergruppe „Mind and Brain“.

## Forschungsschwerpunkte
1. Neurobiologische Grundlagen von Lernen und Gedächtnis; insbesondere Kompensationsprozesse nach Läsionen des Nervensystems.
2. Neuropharmakologie plastischer Prozesse.
3. Physiologische Bedingungen des Bewusstseins. Anästhesie. Wirkungsweise halluzinogener Substanzen.
4. Philosophie des Geistes.

## Publikationen
Bücher
1. Flohr, H., Precht, W. (eds.) Lesion-induced plasticity in sensorimotor systems. Springer, Berlin 1981
2. Flohr, H. (ed.) Post-lesion neural plasticity. Springer, Berlin 1988
3. Basar, E., Flohr, H., Haken, H., Mandell, A.J. (eds.) Synergetics of the brain. Springer, Berlin 1983
4. Beckermann, A., Flohr, H., Kim, J. (eds.) Emergence or Reduction. Essays on the prospects of non-reductive physicalism. De Gruyter, Berlin 1992

Aufsätze
1. Flohr, H., Lüneburg, U. Influence of melanocortin fragments on vestibular compensation. In: Lacour, M., Toupet, M., Denise, P., Christen, Y. Vestibular compensation. Elsevier, Amsterdam 1989
2. Flohr, H., Lüneburg, U. Role of NMDA-receptors in lesion-induced plasticity. Arch.Ital.Biol. 131, 173–190 (1993)
3. Flohr, H. Brain processes and phenomenal Consciousness: a new and specific hypothesis. Theory and Psychology 1, 245–262 (1991)
4. Flohr, H. An information processing theory of anaesthesia. Neuropsychologia 33, 1169–1180 (1995)
5. Flohr, H. Die physiologischen Grundlagen des Bewusstseins. In: Elbert, T., Birbaumer, N. (eds.) Enzyklopädie der Psychologie. Biologische Grundlagen der Psychologie Bd. 6, Hogrefe, Göttingen 2002
6. Flohr, H. Der Raum der Gründe. DZ Phil 53, 5, 1–12 (2005)
7. Flohr, H. Unconsciousness. Best Pract. Res. Clin. Anaesth. 20, 11–22 (2006)